# Хосе-Грегорио-Монагас
Хосе-Грегорио-Монагас (исп. José Gregorio Monagas) — муниципалитет в составе венесуэльского штата Ансоатеги. Административный центр — город Мапире. Муниципалитет назван в честь Хосе Грегорио Монагаса, президента Венесуэлы в 1851—1855 годах.

## Административное деление
Муниципалитет делится на 6 приходов:
- Мапире
- Пиар
- Санта-Клара
- Сан-Диего-де-Кабрутика
- Уверито
- Суата